# دیواس
دیواس (لیتوانیایی: Dievas؛ لتونیایی: Dievs؛ لاتگالی: Dīvs؛ پروسی باستان: Dēiws؛ یاتوینگی:Deivas) در اساطیر بالتیک یکی از خدایان بزرگ اصلی در کنار پرکوناس است. دیواس برادر پوتریمپو می‌باشد. دیواس خدای نیکبختی، ثروت و آسمان است، فرمانده خدایان است و آفرینندهٔ جهان. دیواس دو پسر دارد به نام‌های دیه‌وو سونیلیی و دیه‌وا دیلی که با هم تشکیل دوقلوهای الهی را می‌دهند.
دیواس در میان مردمان بالتیک، جانشین دییئوس نیاهندواروپایی، پدر آسمان شده‌است.